# 兖州博物馆
兖州博物馆位于山东省兖州市城区东北部、文化东路53号。

## 历史
现馆址落成于2002年9月，南侧为端信广场，北侧为兴隆塔，主展厅二层、局部三层，建筑采用仿汉唐式风格，四角各建有仿汉式阙一座。
现状底层为两个敞开式展厅，展出“历史兖州、现在兖州和未来兖州”图片展，二层分为文明曙光厅（展出兖州地区的史前文化遗物）、文物精品厅（展出青铜器、瓷器、石刻造像和金玉饰品等）、天下第一剑厅、李蒂根艺厅和名家书画厅五个展厅，代表性的馆藏文物包括兴隆塔地宫内出土的北宋石函、鎏金银棺和舍利金瓶以及泗河大桥下出土的清代镇水剑（天下第一剑）。

## 图集

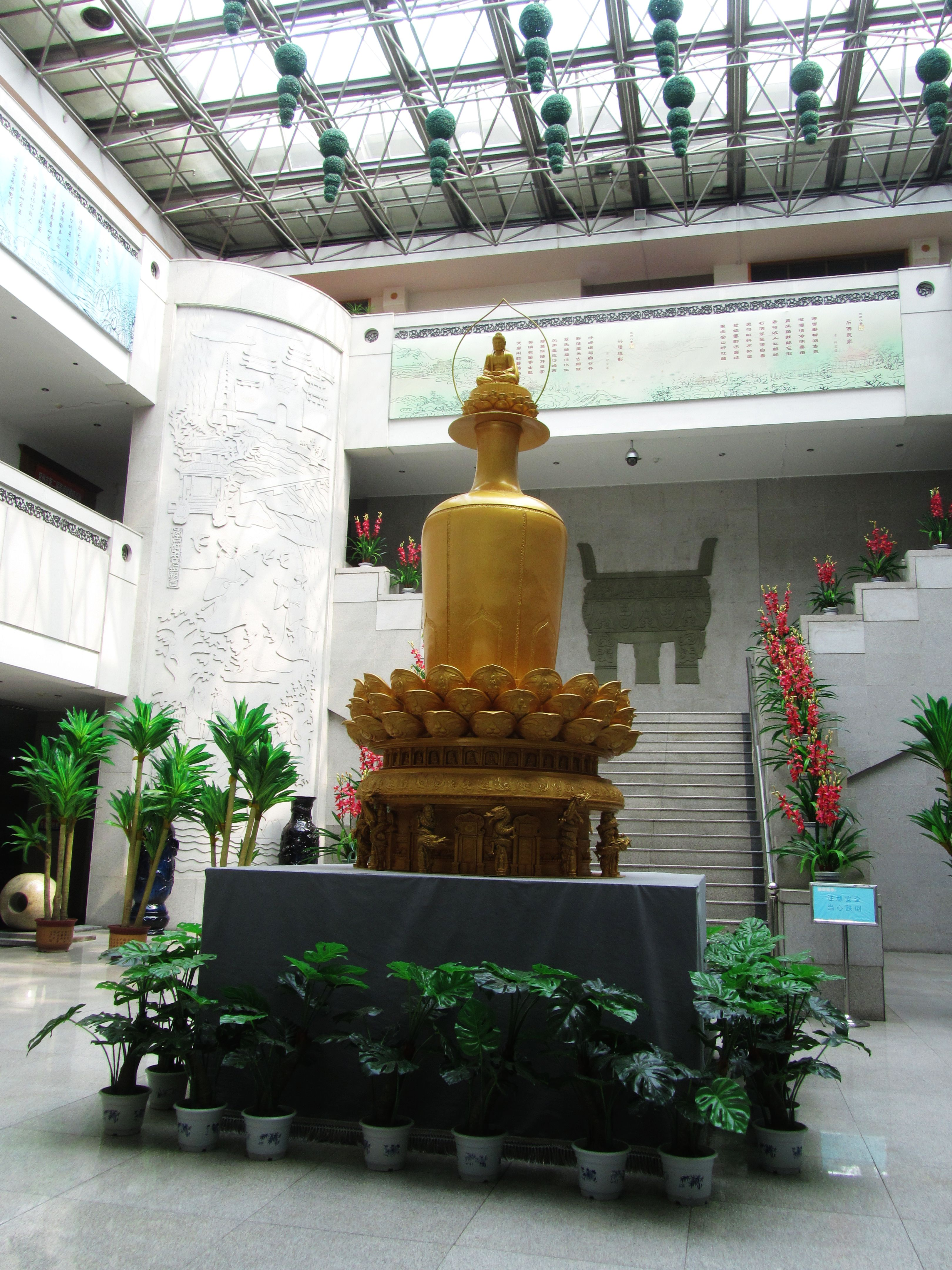
大厅，此雕塑以北宋舍利金瓶为原型
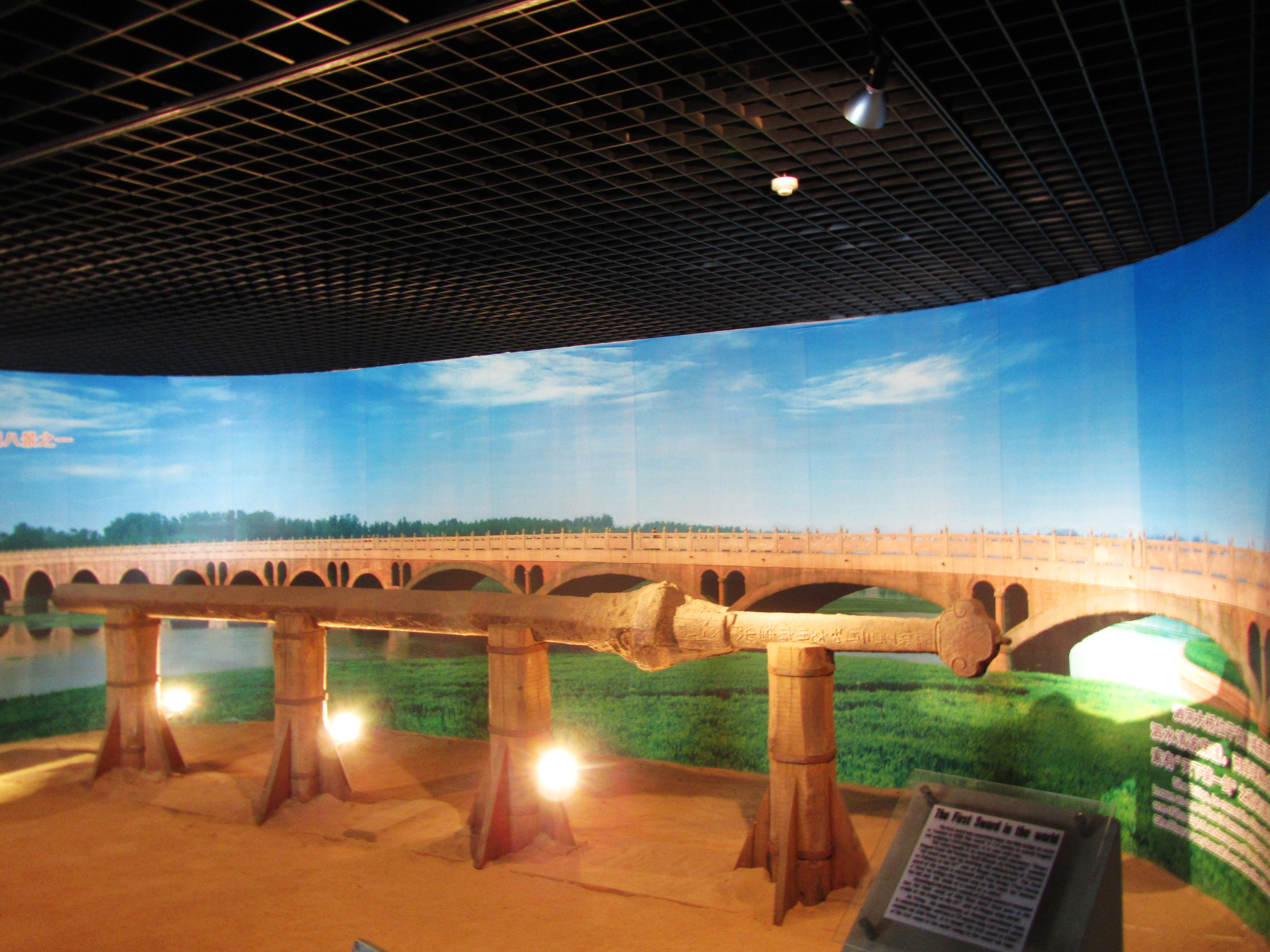
天下第一剑厅及泗河镇水剑